# Necydalis niisatoi
Necydalis niisatoi är en skalbaggsart som beskrevs av Holzschuh 2003. Necydalis niisatoi ingår i släktet stekelbockar, och familjen långhorningar. Inga underarter finns listade i Catalogue of Life.